# Chirothecia crassipes
Chirothecia crassipes är en spindelart som först beskrevs av Władysław Taczanowski 1878.  Chirothecia crassipes ingår i släktet Chirothecia och familjen hoppspindlar. Inga underarter finns listade i Catalogue of Life.